# Caxias (Maranhão)
Caxias é um município no estado do Maranhão, no Meio-Norte do Nordeste brasileiro. Localiza-se no Leste do estado, na região dos Cocais. É pólo da Região dos Timbiras e sede administrativa da Região Metropolitana do Leste Maranhense. É a quinta mais populosa cidade do estado, com uma população de 156 970 habitantes, conforme dados do IBGE de 2022. Sua área é de 5 201,927 quilômetros quadrados (2022/IBGE), o que a torna o undécimo maior município do Maranhão. É cortada pelo rio Itapecuru e seus afluentes. PIB per Capita na 36° posição com 12.716,38 R$ (2021). IDHM: O,624 (2010).
É um dos maiores centros econômicos do estado graças a seu grande desempenho industrial, e um importante centro político, cultural e populacional do estado do Maranhão. Caxias tem uma arquitetura herdada do século XIX e início do século XX no estilo português, embora uma boa parte de seu patrimônio histórico venha se perdendo ao longo dos anos.
Caxias é conhecida como "terra das águas cristalinas", destacando-se como uma "cidade portadora de futuro", pois, em seu entorno, gravitam muitos municípios, sendo uma região dotada de um riquíssimo lençol freático, muita vegetação e um período de chuvas bem definido no ano, sendo o período de estiagem conhecido como brobró (uma referência à última sílaba dos meses de estiagemː setembro, outubro, novembro e dezembro), favorecendo a indústria, o agronegócio e o turismo.

## História
Até o século XVII, a região era habitada pelos índios timbiras e gamelas. No Século XVII, a história de Caxias se inicia com o Movimento de Entradas e Bandeiras ao interior maranhense para o reconhecimento e ocupação das terras às margens do Rio Itapecuru, durante a invasão francesa no Maranhão. A localidade onde se acha situada o município de Caxias foi, primeiramente, um agregado de grandes aldeias dos índios Timbiras e Gamelas, que coexistiam pacificamente com os franceses.
Porém, com a expulsão dos franceses em 1615, os portugueses escravizaram esses índios. Com isso, vários nomes foram conferidos à regiãoː Guanaré (denominação indígena), São José das Aldeias Altas, Freguesia das Aldeias Altas, Arraial das Aldeias Altas, Vila de Caxias e, finalmente, em 1836, Caxias. Em 1858, na Igreja de São Benedito o antístite da Igreja Maranhense, Dom Manoel Joaquim da Silveira, denominou Caxias com o título: “A princesa do sertão maranhense”.
Para além, "Caxias" era um homônimo da Quinta Real de Caxias, que se localizava perto de Lisboa. A última batalha da Balaiada ocorreu na cidade, o que fez com que o líder militar Luís Alves de Lima e Silva recebesse, posteriormente, o título de "Duque de Caxias".

## Política
O poder político executivo em Caxias é representado pelo prefeito, vice-prefeito e secretários municipais.

### Lista de prefeitos
[carece de fontes?]
- 1948 - 1950 - Eugênio Barros
- 1951 - 1955 - Severino Dias Carneiro Sobrinho
- 1956 - 1960 - João Elzimar da Costa Machado
- 1961 - 1965 - Numa Pompílio Baima Pereira
- 1966-1970- Aluizio de Abreu Lobo- PSD/ARENA
- 1969-1972 - Marcelo Tadeu Assunção- ARENA I
- 1973-1976 - José Ferreira de Castro- ARENA II
- 1977 - 1983 - Aluísio de Abreu Lobo- ARENA I
- 1983 - 1988 - José Ferreira de Castro- ARENA II/PDS II
- 1989 - 1992 - Sebastião Lopes de Sousa
- 1993 - 1996 - Paulo Marinho- PSC
- 1997 - 2000 - Ezíquio Barros Filho- PSC
- 2001 - 2004 - Márcia Marinho- PFL
- 2005 - 2008 - Humberto Coutinho- PTB
- 2009 - 2012 - Humberto Coutinho- PDT
- 2013 - 2016 - Léo Coutinho- PSB
- 2017 - 2020 - Fabio Gentil- PRB
- 2021 - 2024 - Fabio Gentil- PRB
- 2025 - 2028 - Gentil Neto - PP

## Geografia

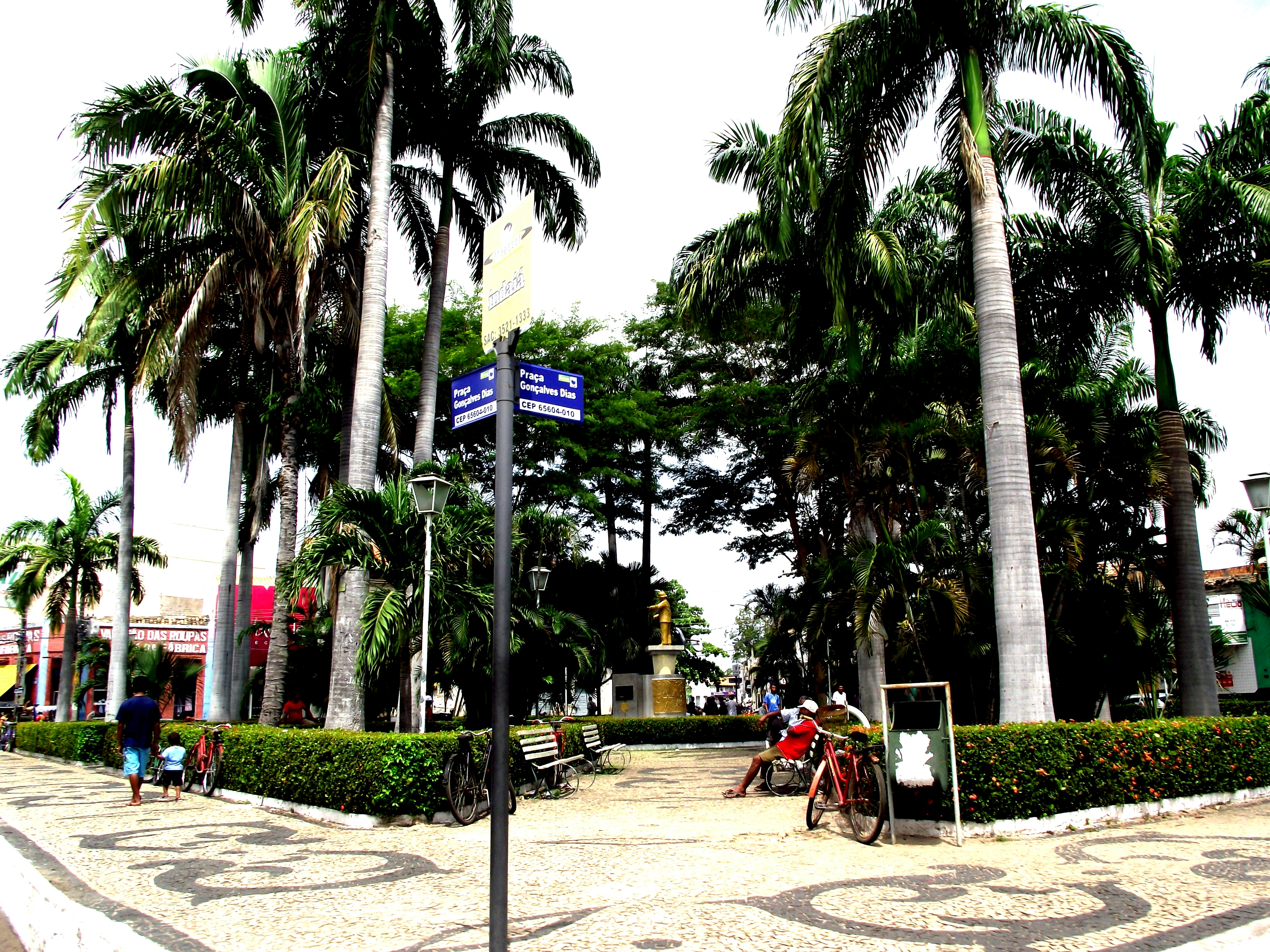
Praça Gonçalves Dias.

Localiza-se a uma latitude 4º51'32" sul e a uma longitude 43º21'22" oeste, estando a uma altitude de 66 metros. Possui uma área de 5 224 quilômetros quadrados. O município é banhado pelo Rio Itapecuru, que banha quase toda extensão do município, e pelo Rio Parnaíba a nordeste, além de possuir vários afluentes que cercam a cidade com diversos banhos naturais.
O município possui duas unidades de conservação: Área de Proteção Ambiental do Inhamum e a Área de Proteção Ambiental do Buriti do Meio.
Delimitada, a atual área do município equivale somente a 45,45% da área original de 11.691 quilômetros quadrados da área de antes das emancipações de Timon, Aldeias Altas, Coelho Neto (Maranhão), Codó e São João do Soter. Fica próxima da capital do Piauí, Teresina, a apenas 66 quilômetros de distância, e a 360 quilômetros da capital do Maranhão, São Luís.
| Área urbanizada [2019]                | 31,70 km²      |
| Esgotamento sanitário adequado [2010] | 26,5%          |
| Arborização de vias públicas [2010]   | 87,7%          |
| Urbanização de vias públicas [2010]   | 2,8 %          |
| População exposta ao risco [2010]     | 10.822 pessoas |
| Bioma predominante [2024]             | Cerrado        |

Fonte: IBGE
Segundo dados do Instituto Nacional de Meteorologia (INMET), referentes ao período de 1961 a 1971 e a partir de 1976, a menor temperatura registrada em Caxias foi de 15,3 °C em 10 de agosto de 1963 e 24 de julho de 1991, e a maior atingiu 43,6 °C em 13 de novembro de 2016. O maior acumulado de precipitação em 24 horas foi de 235,2 milímetros (mm) em 20 de abril de 2009, superando o recorde anterior de 143,7 mm em 27 de dezembro de 1985. Abril de 2009, com 790,9 mm, foi o mês de maior precipitação.
| Dados climatológicos para Caxias | Dados climatológicos para Caxias | Dados climatológicos para Caxias | Dados climatológicos para Caxias | Dados climatológicos para Caxias | Dados climatológicos para Caxias | Dados climatológicos para Caxias | Dados climatológicos para Caxias | Dados climatológicos para Caxias | Dados climatológicos para Caxias | Dados climatológicos para Caxias | Dados climatológicos para Caxias | Dados climatológicos para Caxias | Dados climatológicos para Caxias |
| Mês | Jan                              | Fev                              | Mar                              | Abr                              | Mai                              | Jun                              | Jul                              | Ago                              | Set                              | Out                              | Nov                              | Dez                              | Ano                              |
| --- | -------------------------------- | -------------------------------- | -------------------------------- | -------------------------------- | -------------------------------- | -------------------------------- | -------------------------------- | -------------------------------- | -------------------------------- | -------------------------------- | -------------------------------- | -------------------------------- | -------------------------------- |
| Temperatura máxima recorde (°C) | 41,3                             | 36,8                             | 36,8                             | 35                               | 36                               | 37,6                             | 38,3                             | 41,9                             | 42,2                             | 42,2                             | 43,6                             | 43,3                             | 43,6                             |
| Temperatura máxima média (°C) | 32,8                             | 32                               | 31,9                             | 31,8                             | 32                               | 32,2                             | 33,1                             | 34,9                             | 36,5                             | 36,9                             | 36,3                             | 34,7                             | 33,8                             |
| Temperatura média compensada (°C) | 27,2                             | 26,6                             | 26,3                             | 26,5                             | 26,8                             | 26,5                             | 26,7                             | 27,7                             | 29,1                             | 29,8                             | 29,7                             | 28,6                             | 27,6                             |
| Temperatura mínima média (°C) | 23                               | 22,8                             | 22,7                             | 22,8                             | 22,6                             | 21,5                             | 21                               | 21,3                             | 22,7                             | 23,6                             | 23,9                             | 23,7                             | 22,6                             |
| Temperatura mínima recorde (°C) | 17,5                             | 19,1                             | 19                               | 18,1                             | 18                               | 17                               | 15,3                             | 15,3                             | 17                               | 18,3                             | 18,9                             | 17,8                             | 15,3                             |
| Precipitação (mm) | 215,9                            | 242,1                            | 353                              | 298,2                            | 143,3                            | 32,2                             | 16,3                             | 14,9                             | 9,5                              | 25,7                             | 39,3                             | 127,5                            | 1 517,9                          |
| Dias com precipitação (≥ 1 mm) | 13                               | 14                               | 20                               | 17                               | 11                               | 4                                | 2                                | 1                                | 2                                | 3                                | 3                                | 7                                | 97                               |
| Umidade relativa compensada (%) | 74,6                             | 78,5                             | 81,7                             | 82,3                             | 77,9                             | 71,5                             | 64,3                             | 57,2                             | 53,4                             | 54,2                             | 56,8                             | 65,1                             | 68,1                             |
| Insolação (h) | 180                              | 156,1                            | 170                              | 179,9                            | 218,2                            | 249,2                            | 277                              | 289,7                            | 278,7                            | 261,2                            | 231                              | 199,5                            | 2 690,7                          |
| Fonte: Instituto Nacional de Meteorologia (INMET) (normal climatológica de 1981-2010; recordes de temperatura: 01/01/1961 a 30/06/1971 e 01/05/1976-presente) |                                  |                                  |                                  |                                  |                                  |                                  |                                  |                                  |                                  |                                  |                                  |                                  |                                  |

### Subdivisões
Bairros

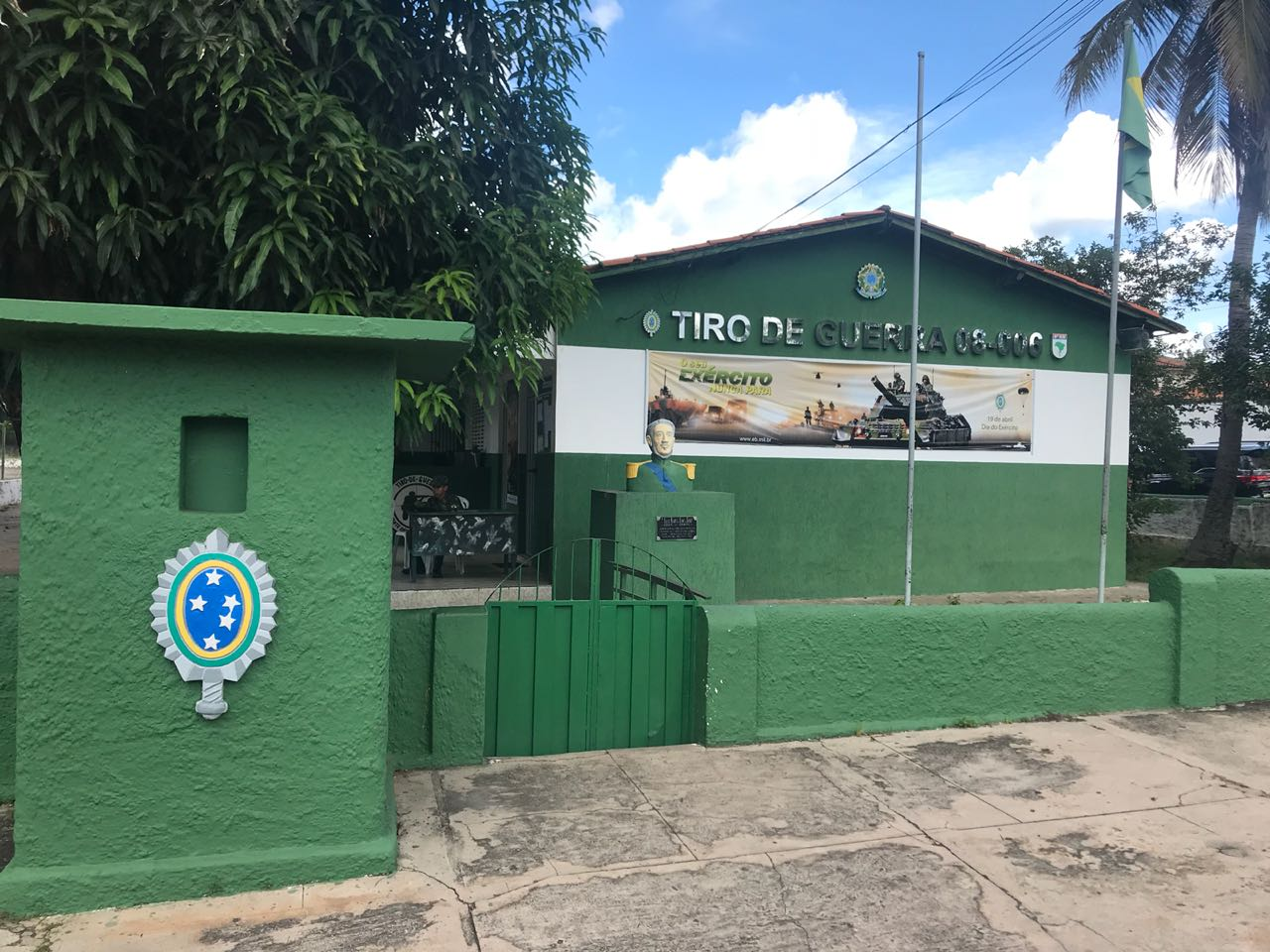
Tiro de Guerra 08-006, no bairro Morro do Alecrim, tem o busto de Duque de Caxias na frontaria.

Antenor Viana, Bacuri, Baixinha, Bela Vista, Boa Vontade, Cabana da Serra, Caldeirões, Campo de Belém, Cangalheiro, Castelo Branco, Centro Histórico, Conj. Cohab, Conj. Ipem, Dinir Silva, DNER, Fazendinha, Galeana, Itapecuruzinho, João Vianna, José Castro, Lis Castro, Morro do Alecrim, Mutirão, Nova Caxias, Olho d'Água, Pai Geraldo, Pampulha, Pequizeiro, Ponte, Recanto dos Poetas, Refinaria, Residencial Constantino Castro, Residencial Eugênio Coutinho, Residencial Sabiá, Residencial Santa Teresinha, Salobro, São Francisco, Seriema, Sulina, Tamarineiro, Teso Duro, Trizidela, Veneza, Vila Alecrim, Vila Árias, Vila Lobão, Vila Paraíso, Vila São José, Volta Redonda, entre outras.

## Economia
O polo industrial do município abriga industrias do setor secundário, sendo o principal setor de crescimento da economia da cidade no início da década de 2010.
Em 2021, o PIB per capita era de R$ 12.716,38. Comparando-se com outros municípios do estado, ficava nas posições 53 de 217, e na 4205 de 5570 entre todos os municípios do país. Já o percentual de receitas externas em 2023 era de 84,42%, o que o colocava na posição 189 de 217 no Estado, e na 3132 de 5570. Em 2023, o total de receitas realizadas foi de R$ 682.385.144,6 (x1000) e o total de despesas empenhadas foi de R$ 714.191.174,9 (x1000). Isso deixa os municípios nas posições 4 e 4 de 217 entre os municípios do estado do Maranhão.
| PIB per capita [2021]                                                                           | 12.716,38 R$      |
| Índice de Desenvolvimento Humano Municipal (IDHM) [2010]                                        | 0,624             |
| Total de receitas brutas realizadas [2023]                                                      | 682.385.144,26 R$ |
| Transferências correntes (Percentual em relação às receitas correntes brutas realizadas) [2023] | 84,42 %           |
| Total de despesas brutas empenhadas [2023]                                                      | 714.191.174,90 R$ |

Fonte: IBGE
| Salário médio mensal dos trabalhadores formais [2022]                                             | 1,5 salários mínimos |
| Pessoal ocupado [2022]                                                                            | 22.263 pessoas       |
| População ocupada [2022]                                                                          | 14,18 %              |
| Percentual da população com rendimento nominal mensal per capita de até 1/2 salário mínimo [2010] | 47,6 %               |

Fonte: IBGE

## Infraestrutura
A cidade conta com diversas redes hoteleiras e redes de lojas de departamento. Caxias conta com diversas agências bancárias do Banco do Brasil (2 agências), Caixa Econômica Federal (2 agências), Bradesco, Banco Santander (Brasil), Banco da Amazônia, Banco do Nordeste, Agibank além de contar com pontos de atendimento das empresas de crédito Crefisa e da Help Banco BMG.

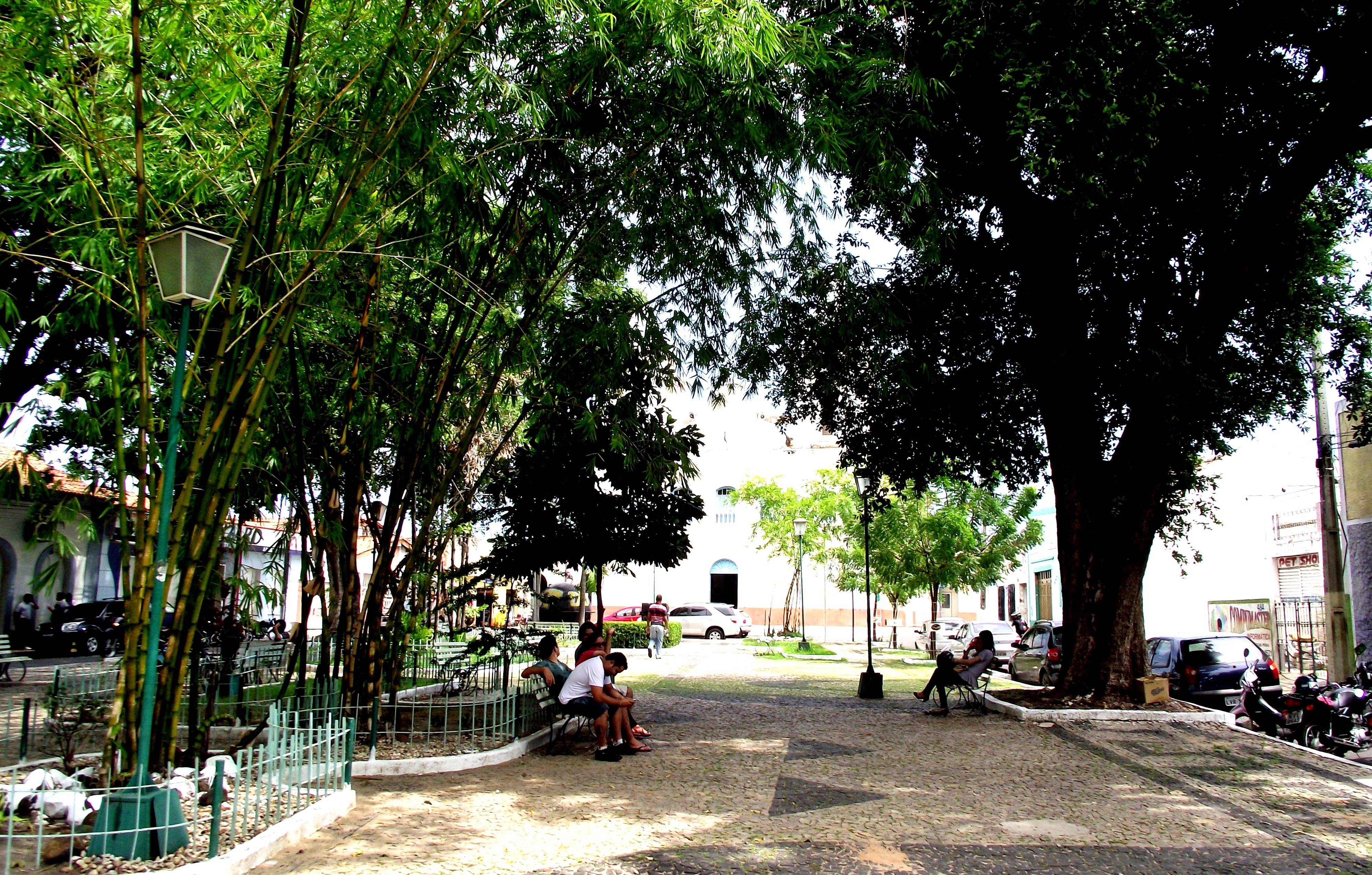
Praça Vespasiano Ramos.

A cidade é entrecortada principalmente pela rodovia BR-316, que liga a capital do Maranhão, São Luís, à capital do Piauí, Teresina. Além das rodovias estaduais (MA-127, MA-034, MA-349) que ligam Caxias a outras regiões do Estado. Há um terminal rodoviário, denominado Terminal Rodoviário Nachor Carvalho. A rodovia MA-034 liga Caxias a Coelho Neto e Buriti Bravo. A MA-127 conecta cidade com São João do Sóter e a MA-349 a conecta a Aldeias Altas.
A cidade possui uma ferrovia, a Ferrovia São Luís-Teresina, inaugurada em 5 de abril de 1895 e com uso atual para transporte de mercadorias, como combustíveis, cimento e ferro gusa. O transporte de passageiros pela ferrovia se encontra desativado desde 1991. O prédio da estação ferroviária, atualmente reformado, data de 1915. No aspecto fluvial, Caxias possui o rio Itapecuru, que é navegável para embarcações de pequeno porte, havendo de se ressaltar que a parte mais navegável se inicia em Caxias. A cidade também possui um aeródromo, entretanto, este aeródromo se encontra em fase de reestruturação com o objetivo de renovação de registro e homologação. Atualmente, é muito frequentado por aeromodelistas e aviões de pequeno e médio porte. Possui localização estratégica por se tratar de uma porta leste para o Maranhão. No tocante ao fornecimento de energia elétrica, o serviço é realizado pela Companhia Energética do Maranhão (CEMAR). A distribuição de água encanada e tratamento de esgoto é feita pelo SAAE - Serviço Autônomo de Água e Esgoto

### Saúde
Caxias conta com uma extensa rede de prestação de serviços de saúde, constituída por hospitais, clínicas, policlínicas e postos diversos postos de saúde. Na rede pública a cidade conta com o Hospital Regional de Caxias, Maternidade Carmosina Coutinho, Hospital Geral Municipal Gentil Filho, Hospital Infantil Municipal Dr. João Viana. A Unidade de Pronto Atendimento (UPA) de Caxias, situada no bairro Pirajá é considerada a maior do estado do Maranhão, com 21 leitos e capacidade média de atendimento de urgência e emergência de 1 000 pacientes por dia.
O Hospital Regional de Caxias Dr. Everaldo Ferreira Aragão possui Unidade de Internação Clínica e Cirúrgica, UTI e ambulatório. Dispõe de 119 Leitos de Internação, 12 Leitos de UTI, 04 Salas Cirúrgicas e 03 leitos RPA. É administrado pela EMSERH e tem como especialidades: Clínica Médica, Clínica Cirurgia Geral, Oncologia, Ortopedia, Intensivistas, Proctologia, Nefrologia, Urologia, Buco-maxilo, Neurologia, Angiologia, Cirurgias reparadoras, Cardiologia, Fisioterapia, Fonoaudiologia, Serviço Social, Psicologia, Nutrição e Enfermagem.
Na rede particular Caxias contempla diversas clínicas e policlínicas, consultórios odontológicos, com destaque para a Casa de Saúde e Maternidade de Caxias, Hospital da Visão, Hospital Centro Médico Uniplam. A cidade dispõe também de dezenas de consultórios odontológicos, clínicas particulares nas áreas de Fisioterapia, Nutrição, Estética, dentre outras.[carece de fontes?].
A taxa de mortalidade infantil média na cidade é de 16,42 para 1000 nascidos vivos. As internações decorrentes de diarreias são de 7 para cada 1000 habitantes. Comparando-se com todos os municípios do Estado, fica nas posições de 217 e 141 de 217.  
| Mortalidade Infantil [2022]              | 16,42 óbitos por mil nascidos vivos    |
| Internações por diarreia pelo SUS [2022] | 7,0 internações por 100 mil habitantes |
| Estabelecimentos de Saúde SUS [2009]     | 64 estabelecimentos                    |

Fonte: IBGE

### Transportes
De acordo com o Instituto Brasileiro de Geografia e Estatística, em 2015 Caxias possuía uma frota de mais de 47 000 veículos, sendo 8 070 automóveis, 900 caminhões, 154 ônibus, 66 micro-ônibus, 78 tratores e quase 30 000 motocicletas.
O sistema de transporte coletivo de Caxias é realizado por veículos do tipo micro-ônibus, em um sistema de transporte autônomo consorciado, que operam em 5 regiões demarcadas na cidade pela Secretaria Municipal de Trânsito e Transporte (SMTT) de Caxias.
- Consórcio 1 - Cohab/Dner
- Consórcio 2 - Volta Redonda/Veneza
- Consórcio 3 - Cidade Judiciária/ Carmosina Coutinho
- Consórcio 4 - Residencial Eugênio Coutinho/Teso Duro
- Consórcio 5 - Terminal Rodoviário/ Caxias Shopping/ Vila Paraíso

### Educação
A cidade dispõe de três instituições de ensino superior privadas e duas públicas: Universidade Estadual do Maranhão (UEMA), Faculdade do Vale do Itapecuru (FAI), Faculdade de Ciências e Tecnologia do Maranhão (UniFacema), Universidade Anhanguera-Uniderp (CEAD) e Universidade Aberta do Brasil (UAB), que ofertam diversos cursos. Ainda possui o Instituto Federal de Educação, Ciências e Tecnologia do Maranhão (IFMA), Instituto Estadual de Educação, Ciência e Tecnologia do Maranhão (IEMA) e a Escola Técnica Nossa Senhora das Graças, que oferecem aprendizagem do ensino médio técnico.
O curso de medicina da Universidade Estadual do Maranhão foi considerado pelo Exame Nacional de Desempenho de Estudantes (ENADE), como um dos melhores do Nordeste.[carece de fontes?]
Em 2010, a taxa de escolarização de 6 a 14 anos de idade era de 95,2%. Na comparação com outros municípios do Estado, ficava na posição 172 de 217. Já na comparação com município de todo o Brasil, ficava na posição 4954 de 5570.
| Taxa de escolarização de 6 a 14 anos de idade [2010]    | 95,2 %            |
| Taxa de escolarização de 6 a 14 anos de idade [2010]    | 5,2               |
| Taxa de escolarização de 6 a 14 anos de idade [2010]    | 4,2               |
| Matrículas no ensino fundamental [2023]                 | 23.329 matrículas |
| Matrículas no ensino médio [2023]                       | 7.386 matrículas  |
| Docentes no ensino fundamental [2023]                   | 1.527 docentes    |
| Docentes no ensino médio [2023]                         | 523 docentes      |
| Número de estabelecimentos de ensino fundamental [2023] | 204 escolas       |
| Número de estabelecimentos de ensino médio [2023]       | 23 escolas        |

Fonte: IBGE

### Demografia
Em 2022, a população de Caxias era de 156.973 habitantes e a densidade demográfica era de 30,18 habitantes por quilômetro quadrado. Comparando-se com os outros municípios do estado, ficava nas posições 5 e 51 de 217. Já em comparação com todos os municípios do país, ficava nas posições 192 e 2336 de 5570.
| População no último censo [2022] | 156.973 pessoas                         |
| População estimada [2024]        | 163.428 pessoas                         |
| Densidade demográfica [2022]     | 30,18 habitante por quilômetro quadrado |

Fonte: IBGE

## Cultura

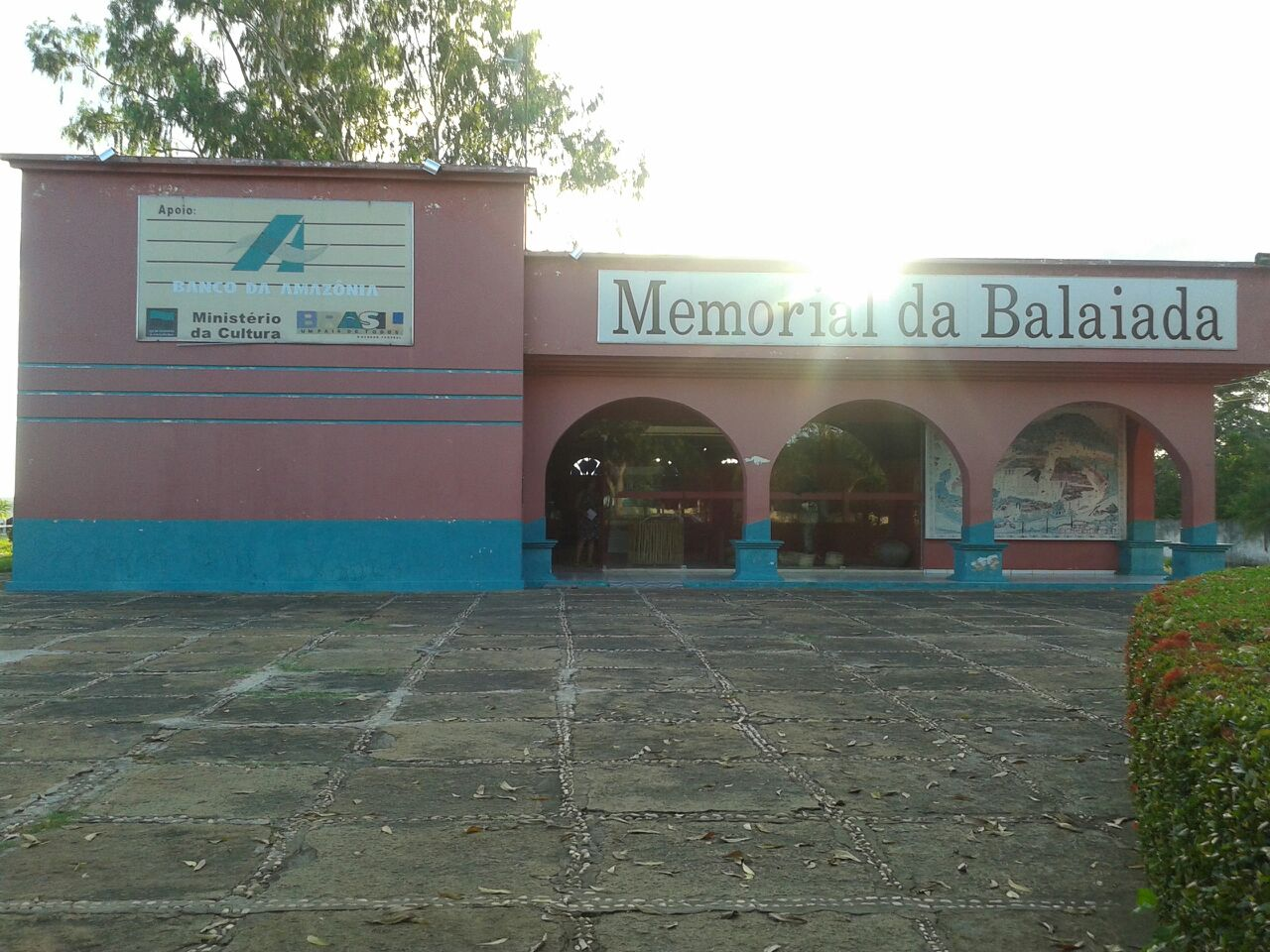
Memorial da Balaiada.

Caxias tem uma arquitetura herdada do século XIX e início do século XX no estilo português, ainda conservando boa parte de seu patrimônio histórico.
O Palácio do Comendador Alderico Silva, o Palácio Episcopal de Caxias, o Centro de Cultura de Caxias, o Memorial da Balaiada e as igrejas, Igreja Matriz de Nossa Senhora da Conceição e São José, Igreja de Nossa do Rosário dos Pretos, Igreja de São Benedito, Igreja Catedral de Nossa Senhora dos Remédios e a Igreja de Nossa Senhora de Nazaré são alguns dos mais belos monumentos arquitetônicos da cidade.
Tem, como seus filhos ilustres, poetas como Gonçalves Dias, Coelho Neto, Teófilo Dias, Vespasiano Ramos e outros artistas como César Marques, o escultor modernista Celso Antônio Menezes, o dramaturgo e criador do Teatro Profissional do Negro (TEPRON) Ubirajara Fidalgo, o idealizador da Bandeira Nacional Raimundo Teixeira Mendes, o senador e deputado federal Joaquim Antônio da Cruz, os comendadores da República Federativa do Brasil Salvador Moura e Alderico Silva, e o criador do Ministério da Agricultura, Pecuária e Abastecimento João Christino Cruz, entre outros.

### Literatura
A Academia Caxiense de Letras (ACL) é um ponto de cultura do cenário caxiense e maranhense, também conhecida como "A casa de Coelho Neto". Fundada em 15 de agosto de 1997, conta com 40 membros efetivos e realiza atividades de cunho educacional e cultural.
Contém um acervo de mais de 4 mil livros, dentre eles destaca-se uma coleção de 16 livros raros do escritor caxiense Coelho Neto.
A Academia realiza anualmente uma exposição de arte denominada Expoarte, evento que congrega todas as manifestações artístico-culturais da cidade, além de editar, publicar e lançar obras de seus membros.

## Galeria

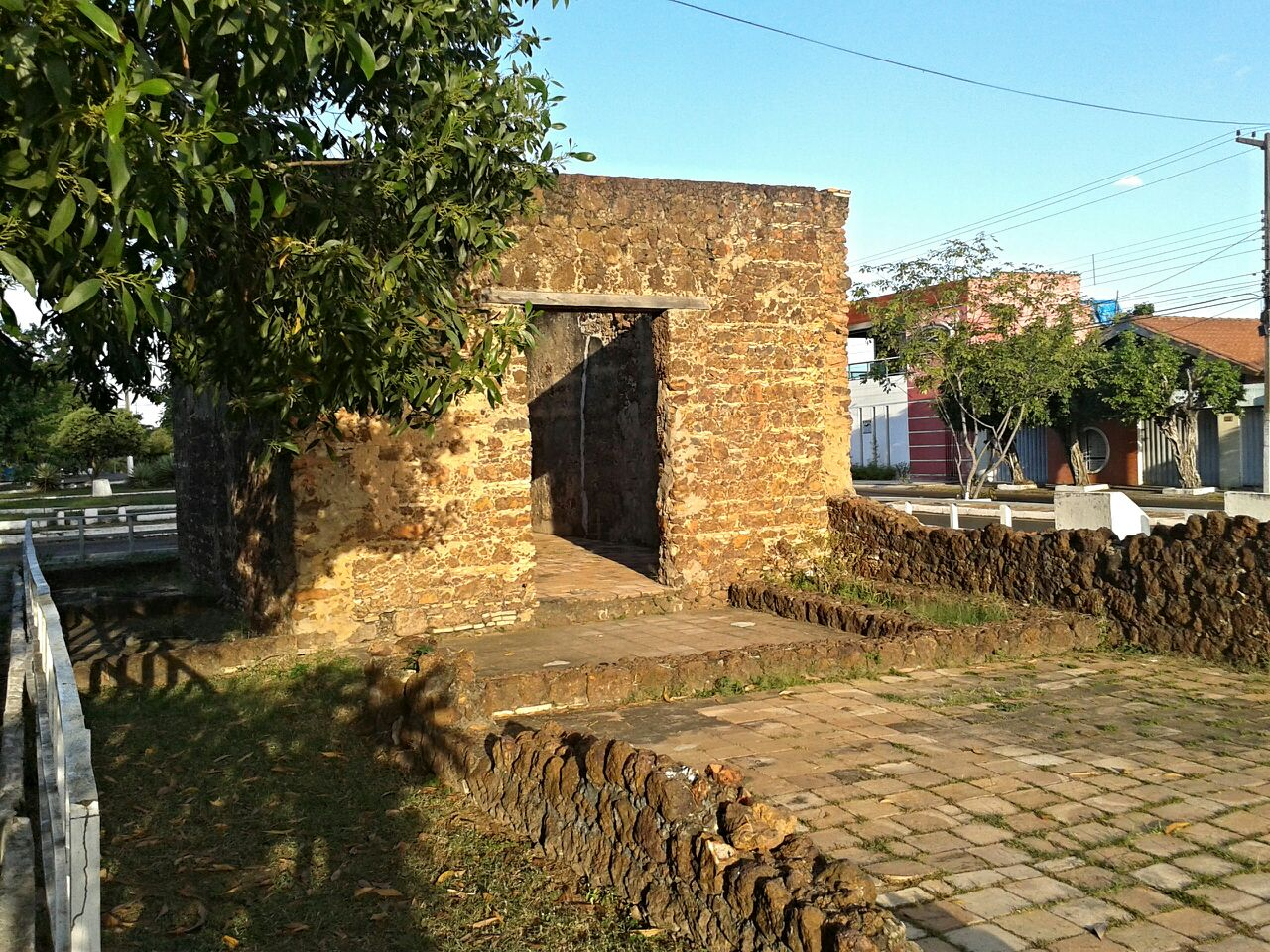
Ruínas do Quartel da Balaiada
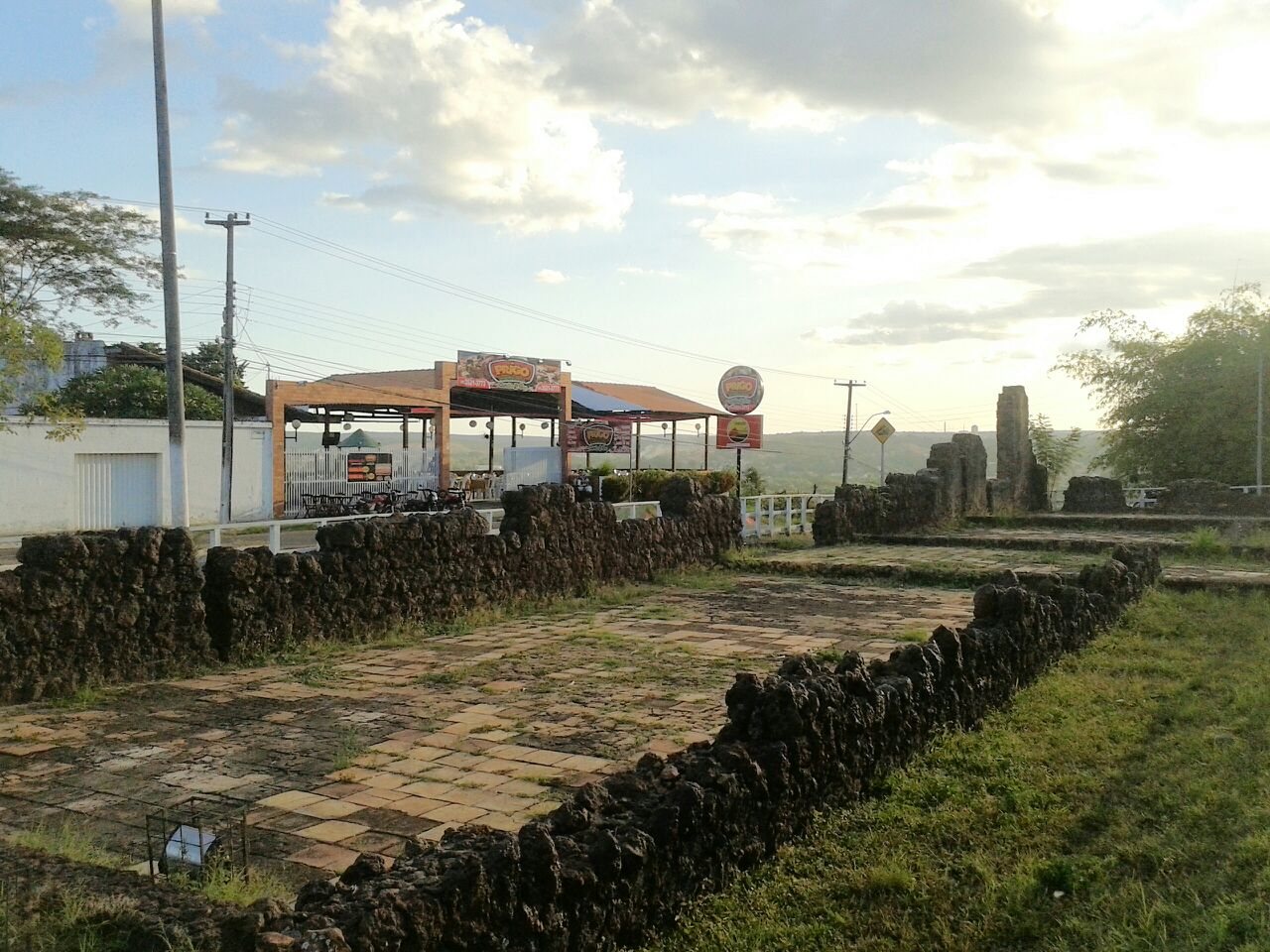
Memorial da Balaiada
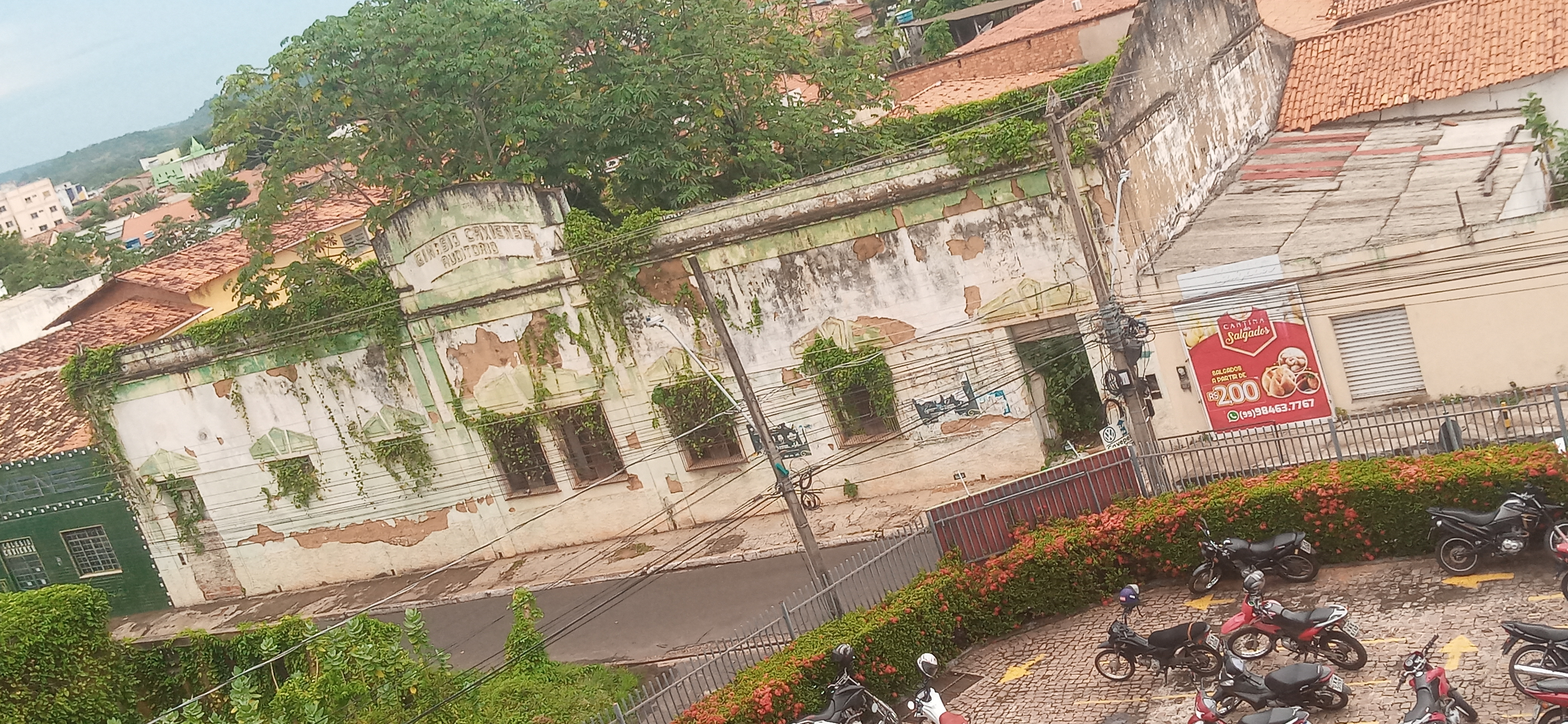
Ginásio Caxiense - Auditório
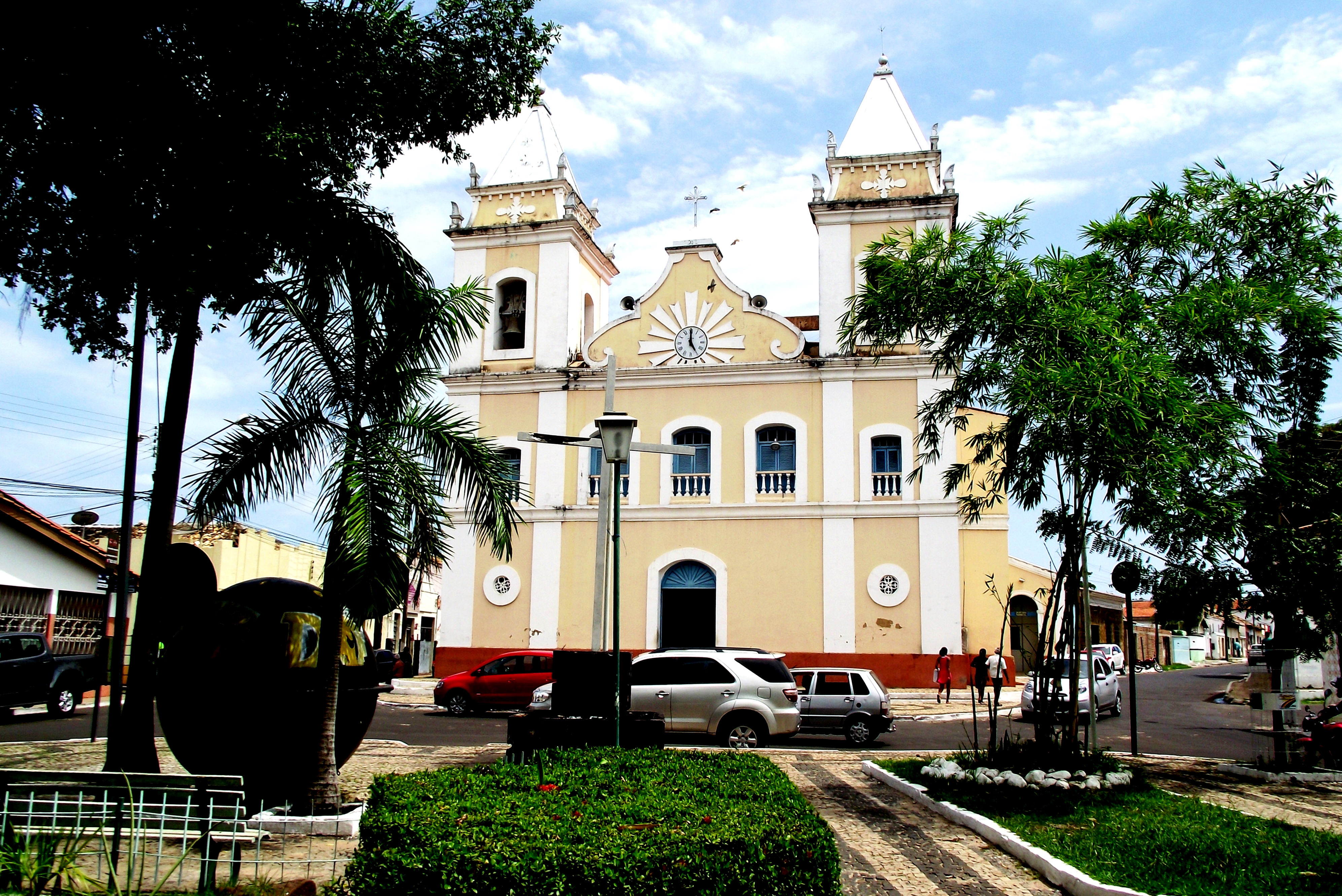
Igreja de São Benedito
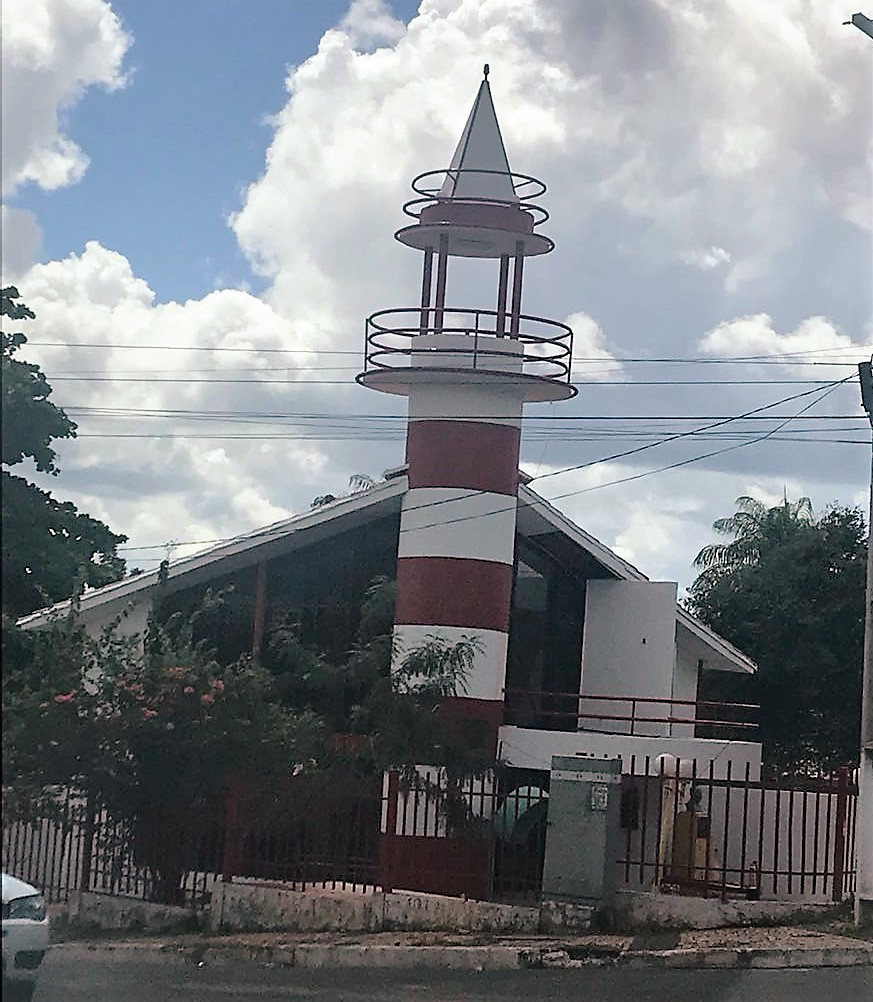
Farol da Educação Caxias
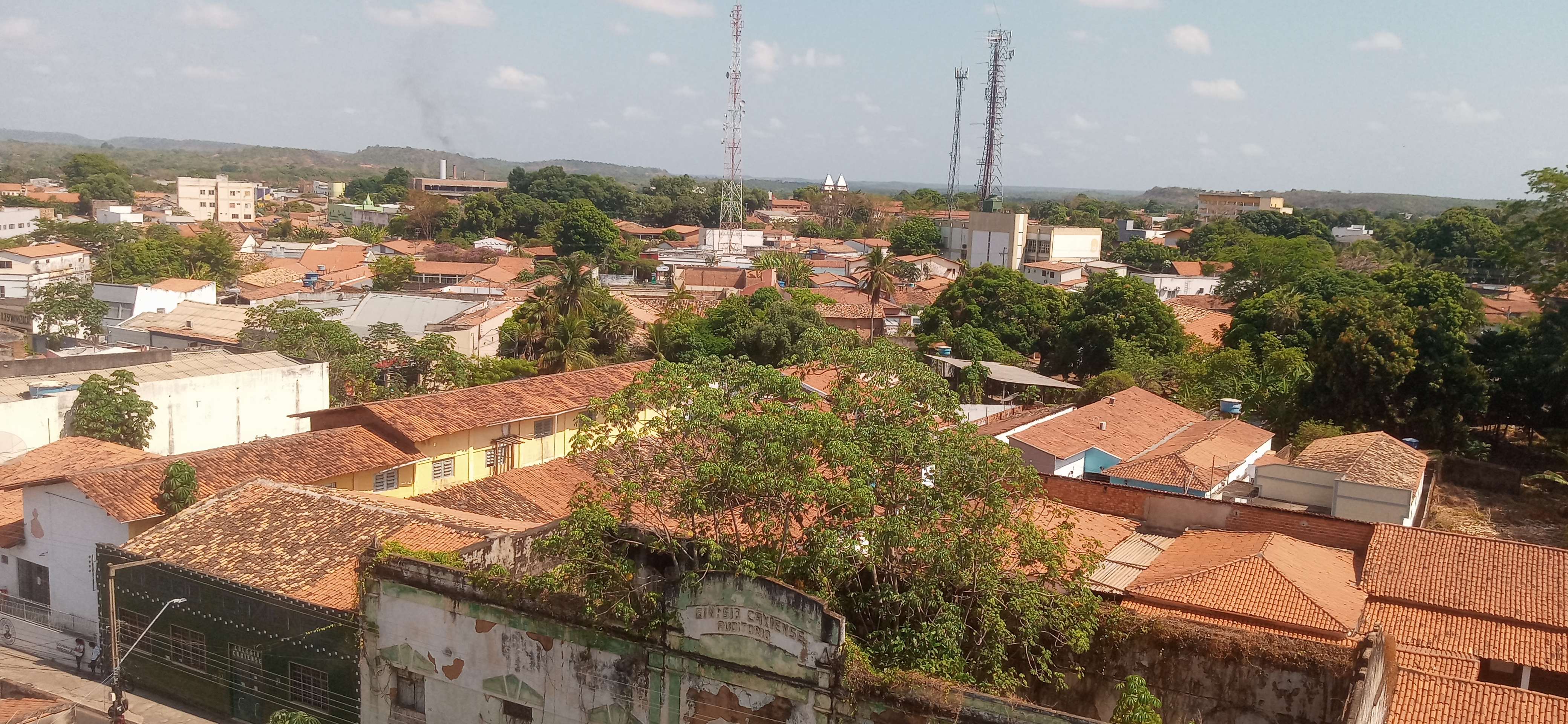
Vista Aérea de Residências em Caxias